# Operatie Keystone
Operatie Keystone was de codenaam voor een SAS-operatie die in april 1945 op de Veluwe plaatsvond. Hij was oorspronkelijk bedoeld om een aantal bruggen over de IJssel veilig te stellen zodat het Canadese leger hierover vanuit het oosten naar het westen van Nederland kon optrekken, en om achter de Duitse linies in samenwerking met het verzet chaos onder de Duitsers te creëren zodat de geallieerde eenheden makkelijker naar het midden van Nederland konden oprukken. 
Een van de sub-opdrachten luidde de arrestatie (of liquidatie) van Arthur Seyss-Inquart, de Rijkscommissaris voor bezet Nederland, in zijn villa in Apeldoorn. Dit ging niet door omdat Seyss-Inquart volgens de inlichtingendiensten niet aanwezig was. 
De geplande operatie verliep door diverse redenen (o.m. mislukte droppings) niet volgens plan en beperkte zich uiteindelijk tot een aantal sabotageacties door een SAS-footparty (onder leiding van kapitein Richard Holland) in de buurt van de Veluwse plaatsen Nijkerk, Putten en Voorthuizen, en  een aantal acties van een SAS-jeep-party (onder leiding van majoor Henry Druce) die bij Arnhem door de Duitse linies brak en vlak achter het oprukkende front Duitse troepen aanviel.

## Geschiedenis
Aan Operatie Keystone nam een aantal Nederlandse militairen deel. In december 1944 was een groep van circa dertig jonge mannen vanuit het bevrijde deel van Nederland naar Engeland gevlogen om daar een opleiding bij de befaamde (toen nog geheime) Britse eenheid Special Air Service (SAS) te volgen. Een aantal van hen had in mei 1940 tegen de Duitsers gevochten, anderen hadden in het verzet gezeten of hadden geallieerde troepen geholpen bij hun opmars in Zuid-Nederland. Zij traden in dienst bij het Bureau Bijzondere Opdrachten, een Nederlandse geheime dienst die agenten in bezet Nederland dropte om samen met het verzet sabotageacties voor te bereiden, en werden gedetacheerd bij de SAS. Vijftien van hen voltooiden de zware opleiding (parachutespringen, jeeprijden, wapen- en springstoffenkennis en silent killing) bij de SAS met goed gevolg en namen onder meer deel aan de SAS-Operaties Keystone op de Veluwe en Archway in Noord-Duitsland.